# Trémaouézan
Trémaouézan [tʁemawezɑ̃] est une commune du département du Finistère, dans la région Bretagne, en France.

## Géographie

### Communes limitrophes
| Ploudaniel |             | Plounéventer |
|            | Trémaouézan |              |
|            | Plouédern   |              |

### Hydrographie et zones humides

#### Réseau hydrographique
Pour un article plus général, voir Réseau hydrographique du Finistère.
La commune est située dans le bassin Loire-Bretagne. Elle est drainée par l'aber Vrac'h, le ruisseau le Quillimadec et divers autres petits cours d'eau,.
L'Aber-Wrac'h, d'une longueur de 33 km, prend sa source dans la commune  et se jette  dans la Manche entre les communes de Landéda et de Plouguerneau, après avoir traversé dix communes. 

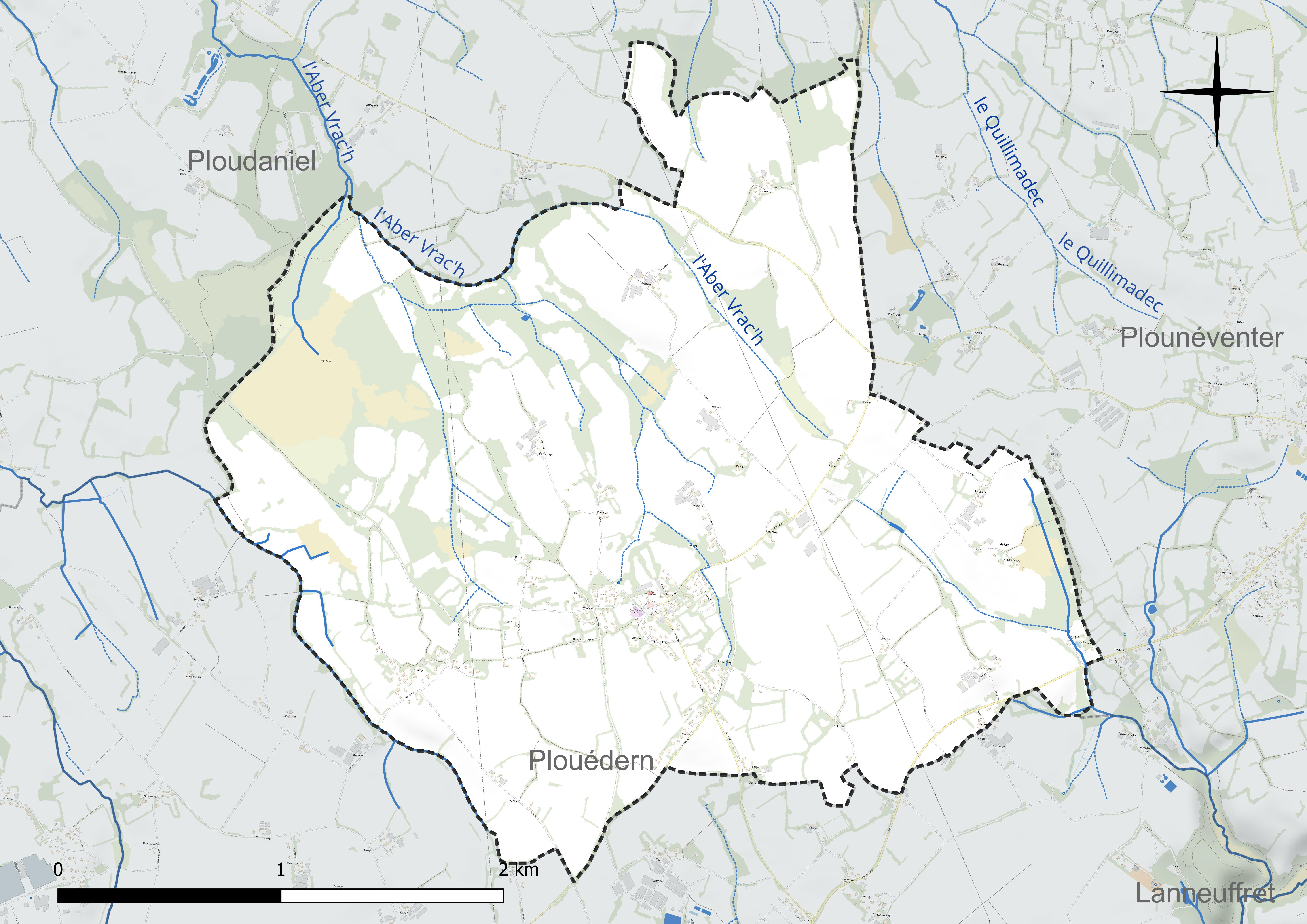
Réseau hydrographique de Trémaouézan.

#### Tourbière de Lann Gazel (marais de Langazel)
La tourbière de Lann Gazel (marais de Langazel), d'une superficie d'environ 500 ha, est située à cheval sur les communes de Ploudaniel, Trémaouézan et Plouédern ; elle est drainée par des ruisseaux tributaires de l'Aber-Wrac'h s'écoulant vers le nord-ouest en deux branches principales entre lesquelles se situe le bourg de Ploudaniel. D'anciennes tourbières, datant d'environ 12 000 ans, y ont été exploitées.
Ce joyau biologique a bien failli disparaître en raison du projet d'y construire en 1979 une usine de traitement des déchets. Son salut provient de la mobilisation d'une association locale, "Association Langazel", créée à cet effet ; elle est désormais le gestionnaire de cet milieu naturel.
C'est désormais un espace naturel protégé, faisant partie des sites Natura 2000, dont la gestion naturaliste a commencé en 1992.

« La tourbière de Langazel abrite des espèces et des habitats ou milieux naturels d'intérêt européen en proportion importante. Ces habitats et ces espèces sont répertoriés dans deux directives européennes pour la conservation des milieux naturels ainsi que de la faune et de la flore sauvages : la directive "Oiseaux" de 
1979 et la directive "Habitats-faune-flore" de 1992. »

Pendant la Seconde Guerre mondiale, la société Worms exploita la tourbière de Langazel.
Un circuit de randonnée d'une longueur de 8 km et un sentier d'interprétation d'une durée de 30 minutes ont été aménagés pour en permettre la visite.

#### Zone humide de Langazel
La « zone humide de Langazel », qui est la plus ancienne tourbière de Bretagne, âgée de 12 000 ans devient en 2024 une nouvelle Réserve naturelle régionale, à la suite d'un vote du Conseil régional de Bretagne en date du 17 décembre 2021.

### Climat
Pour des articles plus généraux, voir Climat de la Bretagne et Climat du Finistère.
En 2010, le climat de la commune est de type climat océanique franc, selon une étude du CNRS s'appuyant sur une série de données couvrant la période 1971-2000. En 2020, Météo-France publie une typologie des climats de la France métropolitaine dans laquelle la commune est exposée à un climat océanique et est dans la région climatique  Finistère nord, caractérisée par une pluviométrie élevée, des températures douces en hiver (6 °C), fraîches en été et des vents forts. Parallèlement l'observatoire de l'environnement en Bretagne publie en 2020 un zonage climatique de la région Bretagne, s'appuyant sur des données de Météo-France de 2009. La commune est, selon ce zonage, dans la zone « Monts d'Arrée », avec des hivers froids, peu de chaleurs et de fortes pluies.  
Pour la période 1971-2000, la température annuelle moyenne est de 11,4 °C, avec  une amplitude thermique annuelle de 10,3 °C. Le cumul annuel moyen de précipitations est de 1 135 mm, avec 17,1 jours de précipitations en janvier et 8,6 jours en juillet. Pour la période 1991-2020, la température moyenne annuelle observée sur la station météorologique la plus proche, située sur la commune de Ploudaniel à 5 km à vol d'oiseau, est de 11,6 °C et le cumul annuel moyen de précipitations est de 1 146,8 mm,. Pour l'avenir, les paramètres climatiques de la commune estimés pour 2050 selon différents scénarios d'émission de gaz à effet de serre sont consultables sur un site dédié publié par Météo-France en novembre 2022.

## Urbanisme

### Typologie
Au 1er janvier 2024, Trémaouézan est catégorisée commune rurale à habitat dispersé, selon la nouvelle grille communale de densité à 7 niveaux définie par l'Insee en 2022.
Elle est située hors unité urbaine. Par ailleurs la commune fait partie de l'aire d'attraction de Brest, dont elle est une commune de la couronne,. Cette aire, qui regroupe 68 communes, est catégorisée dans les aires de 200 000 à moins de 700 000 habitants,.

### Occupation des sols
L'occupation des sols de la commune, telle qu'elle ressort de la base de données européenne d'occupation biophysique des sols Corine Land Cover (CLC), est marquée par l'importance des territoires agricoles (77,2 % en 2018), en diminution par rapport à 1990 (78,3 %). La répartition détaillée en 2018 est la suivante : 
terres arables (41 %), zones agricoles hétérogènes (33,1 %), milieux à végétation arbustive et/ou herbacée (17,4 %), forêts (5,4 %), prairies (3,2 %). L'évolution de l'occupation des sols de la commune et de ses infrastructures peut être observée sur les différentes représentations cartographiques du territoire : la carte de Cassini (XVIIIe siècle), la carte d'état-major (1820-1866) et les cartes ou photos aériennes de l'IGN pour la période actuelle (1950 à aujourd'hui).

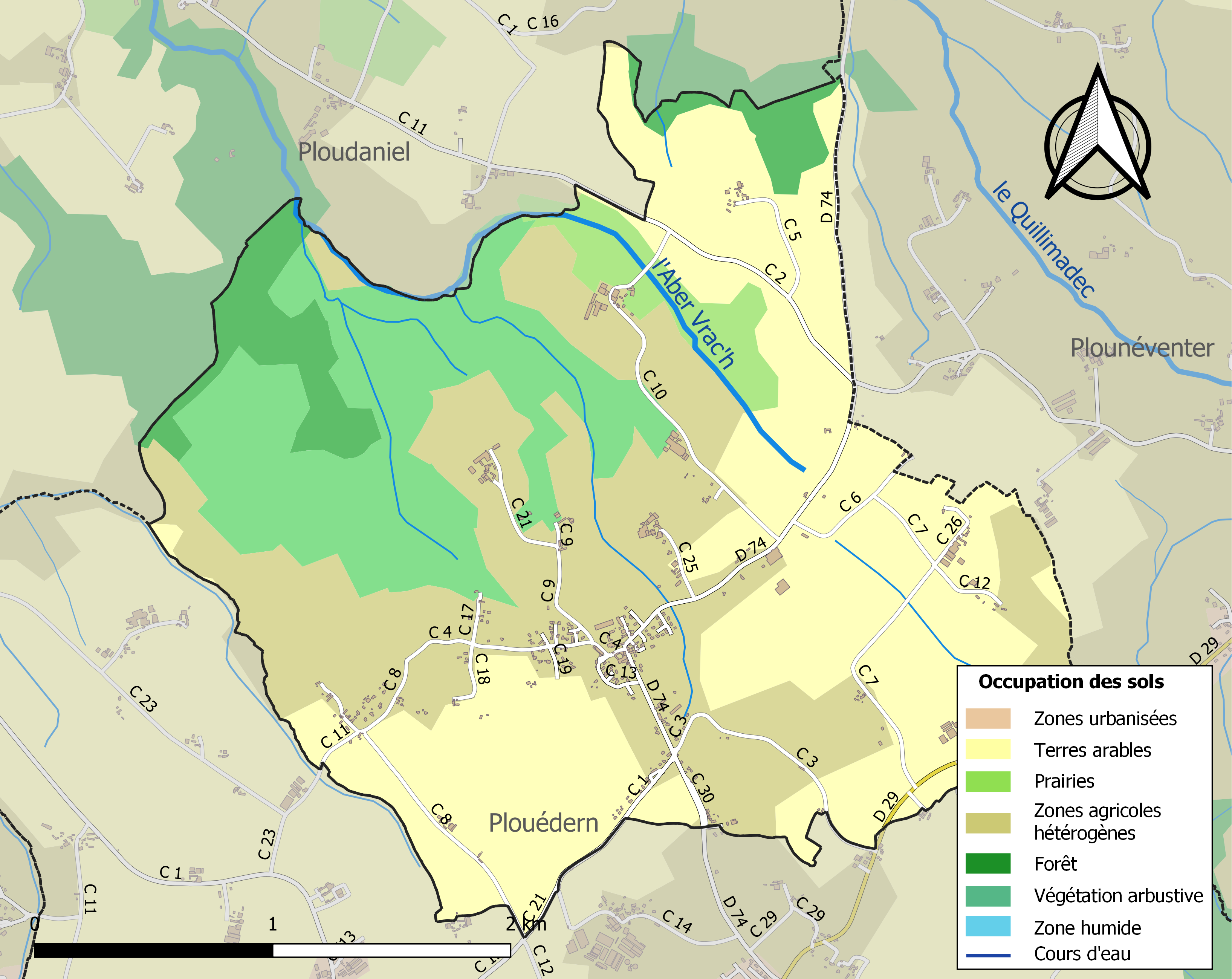
Carte des infrastructures et de l'occupation des sols de la commune en 2018 (CLC).

## Toponymie
Attesté sous la forme Tremagouezou en 1363.
Tremaouezan, en breton, sans accent.
Ce toponyme est formé sur Trev, une Trève et l'anthroponyme Maouezan ; sans doute le nom du chef de clan ayant colonisé ce territoire lors de l'arrivée des bretons insulaires.

## Histoire

### Moyen Âge
Trémaouézan était une trève de Ploudaniel, faisant partie de l'archidiaconé de Kemenet-Ily relevant de l'évêché de Léon.
Des rochers portant, selon la légende, l'empreinte du bâton de saint Hervé et celle de la patte de son loup se trouvent dans la tourbière de Langazel.

### DuXVIesiècleauXVIIIesiècle
Pendant les Guerres de la Ligue, le 1er août 1594, Yves du Liscouët, après avoir pris et pillé le manoir de Mézarnou, s'empara « des croix, calices et patènes d'or massif, enrichis de pierreries, des églises de Plounéventer, Lanneuffret, Plouédern et Trémaouézan » qui avaient été confiés à la garde du sieur de Mézarnou, le seigneur de Parcevaux.
La trève de Trémaouézan pratiquait l'activité toilière liée au lin et au chanvre : 64,7 % des inventaires après décès qui ont été conservés pour cette trève à l'époque signalent la présence de métiers à tisser ; même le curé, Pierre Thépaut, faisait travailler plusieurs de ses paroissiens. Six kanndi ont été recensés à Trémaouézan.

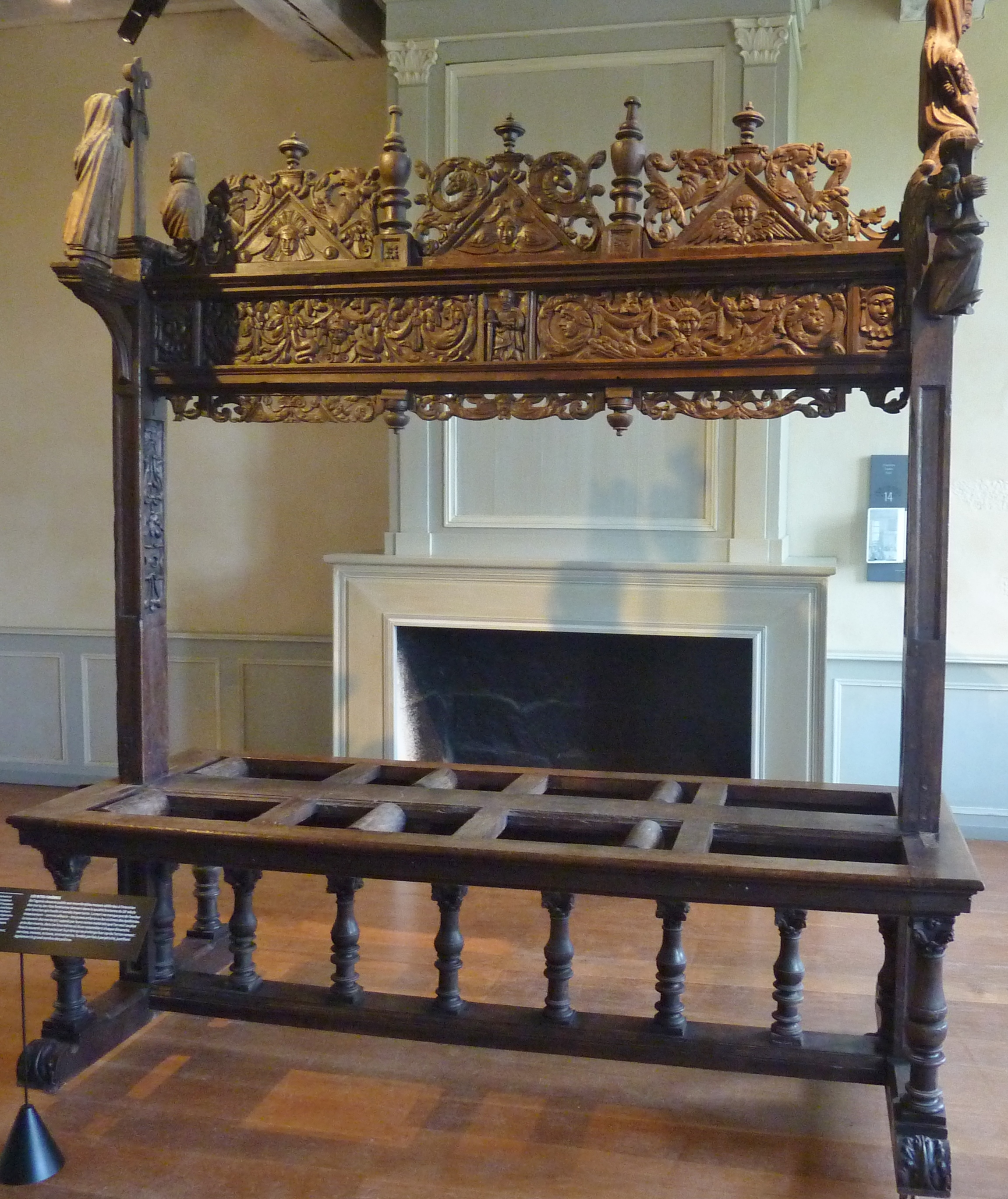
Catafalque de Trémaouézan (en chêne, 2e moitié du XVIe siècle).

### Révolution française
Entre 1794 et 1801, Guillaume Huguen, prêtre réfractaire de Trémaouézan assura clandestinement 520 mariages et 1 164 baptêmes, dont seuls respectivement 40 et 254 concernaient des fidèles de sa paroisse.

### LeXIXesiècle

#### Un triste fait divers
Un autre fait divers illustre bien la misère qui sévissait alors : le 25 septembre 1885, poussé par la misère, un homme de 34 ans demeurant à Trémaouézan, François Paul, avec sa femme et ses trois petits enfants, prirent le train à Brest jusqu'à la gare du Rody, puis dans la crique de Fonteunaon en Guipavas (section de Kerhuon), s'avancèrent dans la mer afin de se noyer, ce qui survint. Seul l'homme au dernier moment n'eut pas le courage de mourir et ramena les cadavres des siens sur la plage. L'homme fut arrêté et condamné aux travaux forcés à perpétuité le 13 janvier 1886 par la Cour d'assises du Finistère. On ne sait pas où et jusqu'à quand il a purgé sa peine.

#### L'épidémie de choléra de janvier 1886

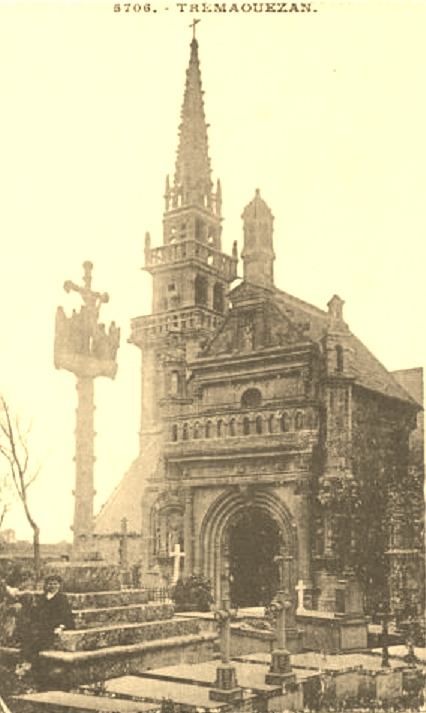
Clocher, calvaire et porche de l'église Notre-Dame-de-Trémaouézan vers 1930 (carte postale d'Émile Hamonic).

Henri Monod, dans Le choléra : histoire d'une épidémie, Finistère 1885-1886 écrit que l'épidémie de choléra frappe le bourg et le hameau de Kersalamon, n'atteignant toutefois que trois personnes et ne provoquant qu'un seul décès, celui d'une enfant de 5 ans le 5 janvier 1886. Cette épidémie provoqua un rapport de l'agent voyer cantonal qui fournit d'intéressantes précisons sur les conditions sanitaires de l'époque :

« La commune de Trémaouézan se trouve située sur un plateau dont le sous-sol se compose, en majeure partie, de granite et de sable. La couche de terre recouvrant ce sol granitique est assez uniforme et présente peu d'épaisseur (0,60 m à 1 m en moyenne). (...) Cette commune ne comporte aucune agglomération de vingt feux. le bourg lui-même n'en contient actuellement que dix-huit. La nature de l'eau est en général excellente au goût, très limpide et abondante ; elle provient, en grande partie, des sources jaillissant en dehors des agglomérations. Les puits sont généralement établis à proximité des habitations et sont tous en contre-bas de celles-ci. Malgré ces conditions, les eaux sont rarement souillées à cause sans doute de la nature du sol éminemment favorable à la clarification de celles pouvant y pénétrer par infiltration. (...) L'eau n'a jamais manqué dans la commune. »

Le même agent voyer communal poursuit ainsi son rapport :

« Les vidanges des maisons, en y comprenant les matières fécales, se font ordinairement sur les tas de fumier, et ces derniers sont transportés deux fois l'an en moyenne dans les champs pour y être employés comme engrais. Avant leur emploi, elles ne peuvent contaminer les eaux, étant absorbées par les fumiers mis en tas, le plus loin possible des puits et des sources. Le lavage du linge se fait avec le savon ordinaire dans des lavoirs établis en contre-bas des sources ; les eaux ayant servi à ce lavage s'écoulent par des rigoles ou des saignées et sont employées à l'arrosage des prairies. Le nettoyage de la place du bourg et des chemins y aboutissant se fait par le cantonnier du service vicinal. il n'y a pas de maison comprenant de cour où les résidus de la vie soient accumulés. En résumé, le bourg de Trémaouézan, ainsi que les petits villages dépendant de cette commune, se trouvent dans une situation relativement bonne du point de vue de l'hygiène, si on la compare aux autres localités. (...). »

L'agent voyer communal avait une vision quelque peu idyllique de la situation sanitaire de Trémaouézan à l'époque. Henri Monod fait d'ailleurs remarquer qu'entre 1882 et 1885, Trémaouézan connaît un excédent des décès par rapport aux naissances.
En 1889 le bourg de Trémaouézan n'avait que 70 habitants agglomérés pour une population communale totale de 512 habitants.

### La voie ferrée desservant Trémaouézan

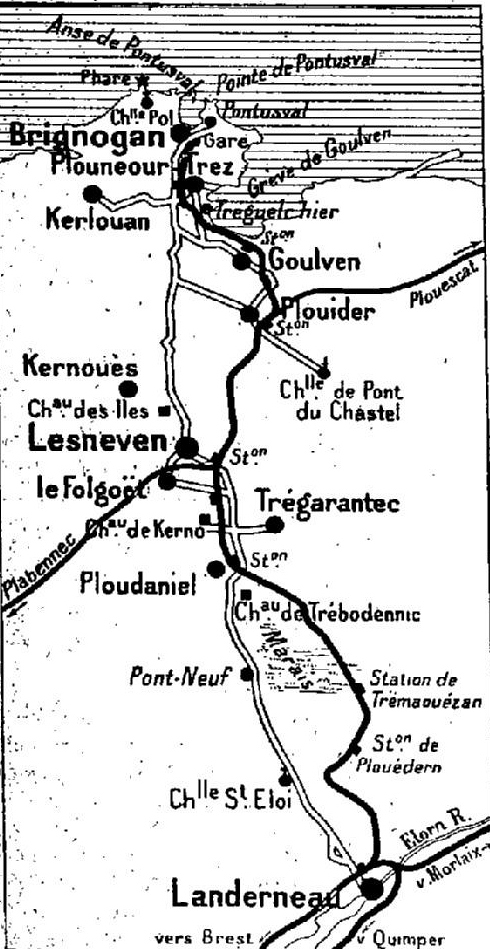
Le tracé de la voie ferrée allant de Landerneau à Brignogan via Trémaouézan.

Une loi du 14 février 1891 déclare d'utilité publique la construction d'un réseau de chemin de fer d'intérêt local, à voie d'un mètre de largeur et comprenant entre autres lignes celle allant de Landerneau à Lesneven et à Plounéour-Trez par ou près Plouédern, Trémaouézan, Ploudaniel, Lesneven, Plouider et Goulven. Des stations pour les voyageurs sont prévues à Landerneau, Trémaouézan, Ploudaniel, Lesneven, Plouider, Goulven et Plounéour-Trez et des simples haltes à Plouédern et Le Folgoët. Cette voie ferrée des Chemins de fer départementaux du Finistère est mise en service en 1894 jusqu'à Plounéour-Trez et prolongée en 1901 jusqu'à Brignogan ; elle a été fermée en 1946.
Charles Le Goffic décrit ainsi le paysage vu du train entre Trémaouézan et Ploudaniel en 1905 :

« De grandes friches rases, des tourbières et des landes, que ferme, à l'horizon, la lisière vaporeuse d'un chêne centenaire, [nous] séparaient du reste du monde. Entre Trémaouézan et Ploudaniel, le train file droit au milieu d'un paysage d'une mélancolie oppressante, plat et nu jusqu'aux confins du cercle visuel, sans une maison, sans un arbre, hanté par les échassiers et les corbeaux. On se croirait dans le Born. Mais brusquement, au détour de la voie, un clocher s'élance à l'horizon, un de ces clochers à jour (...) qui semble un défi aux lois de la pesanteur et de l'équilibre. »

## Politique et administration

### Liste des maires
| Période                                  | Période       | Identité              | Étiquette | Qualité                         |
| ---------------------------------------- | ------------- | --------------------- | --------- | ------------------------------- |
| 1808                                     | 1830          | Jacques Pers          |           |                                 |
| 1831                                     | 1845          | Candide Jézéquel      |           |                                 |
| 1847                                     | 1848          | François Tanguy       |           |                                 |
| 1850                                     | 1857          | Yves Masson           |           |                                 |
| 1858                                     | 1892          | Nicolas Frémont       |           |                                 |
| mai 1892                                 | novembre 1892 | Germain Masson        |           |                                 |
| 1892                                     | 1912          | Timothée Léost        |           |                                 |
| mai 1912                                 | novembre 1912 | Guillaume Jestin      |           |                                 |
| 1912                                     | 1919          | Yves Le Guen          |           |                                 |
| 1919                                     | 1921          | Joseph Moysan         |           |                                 |
| 1921                                     | 1929          | Louis Thomas          |           |                                 |
| 1929                                     | 1936          | Jean-Marie Prigent    |           |                                 |
| 1936                                     | 1983          | Louis Laot            |           | Agriculteur                     |
| 1983                                     | 1989          | Jean-Pierre Gourmelon |           |                                 |
| 1989                                     | 2001          | Alain Meudec          |           |                                 |
| 2001                                     | 28 mai 2020   | Jean-René Le Guen     | DVG       | Retraité                        |
| 28 mai 2020                              | En cours      | Hervé Liégeois        |           | Retraité de la Marine nationale |
| Les données manquantes sont à compléter. |               |                       |           |                                 |

## Démographie
| 1793 | 1800 | 1806 | 1821 | 1831 | 1836 | 1841 | 1846 | 1851 |
| ---- | ---- | ---- | ---- | ---- | ---- | ---- | ---- | ---- |
| 510  | 412  | 423  | 468  | 464  | 501  | 514  | 506  | 512  |

| 1856 | 1861 | 1866 | 1872 | 1876 | 1881 | 1886 | 1891 | 1896 |
| ---- | ---- | ---- | ---- | ---- | ---- | ---- | ---- | ---- |
| 489  | 501  | 552  | 483  | 519  | 523  | 512  | 485  | 514  |

| 1901 | 1906 | 1911 | 1921 | 1926 | 1931 | 1936 | 1946 | 1954 |
| ---- | ---- | ---- | ---- | ---- | ---- | ---- | ---- | ---- |
| 473  | 545  | 522  | 528  | 504  | 511  | 468  | 466  | 426  |

| 1962 | 1968 | 1975 | 1982 | 1990 | 1999 | 2005 | 2006 | 2010 |
| ---- | ---- | ---- | ---- | ---- | ---- | ---- | ---- | ---- |
| 323  | 283  | 265  | 345  | 370  | 431  | 418  | 410  | 516  |

| 2015 | 2020 | 2022 | - | - | - | - | - | - |
| ---- | ---- | ---- | - | - | - | - | - | - |
| 556  | 511  | 492  | - | - | - | - | - | - |

## Monuments
- L'église paroissiale Notre-Dame. Elle possède une relique : 20 cm de l'humérus droit de Saint Jean-Baptiste[26].

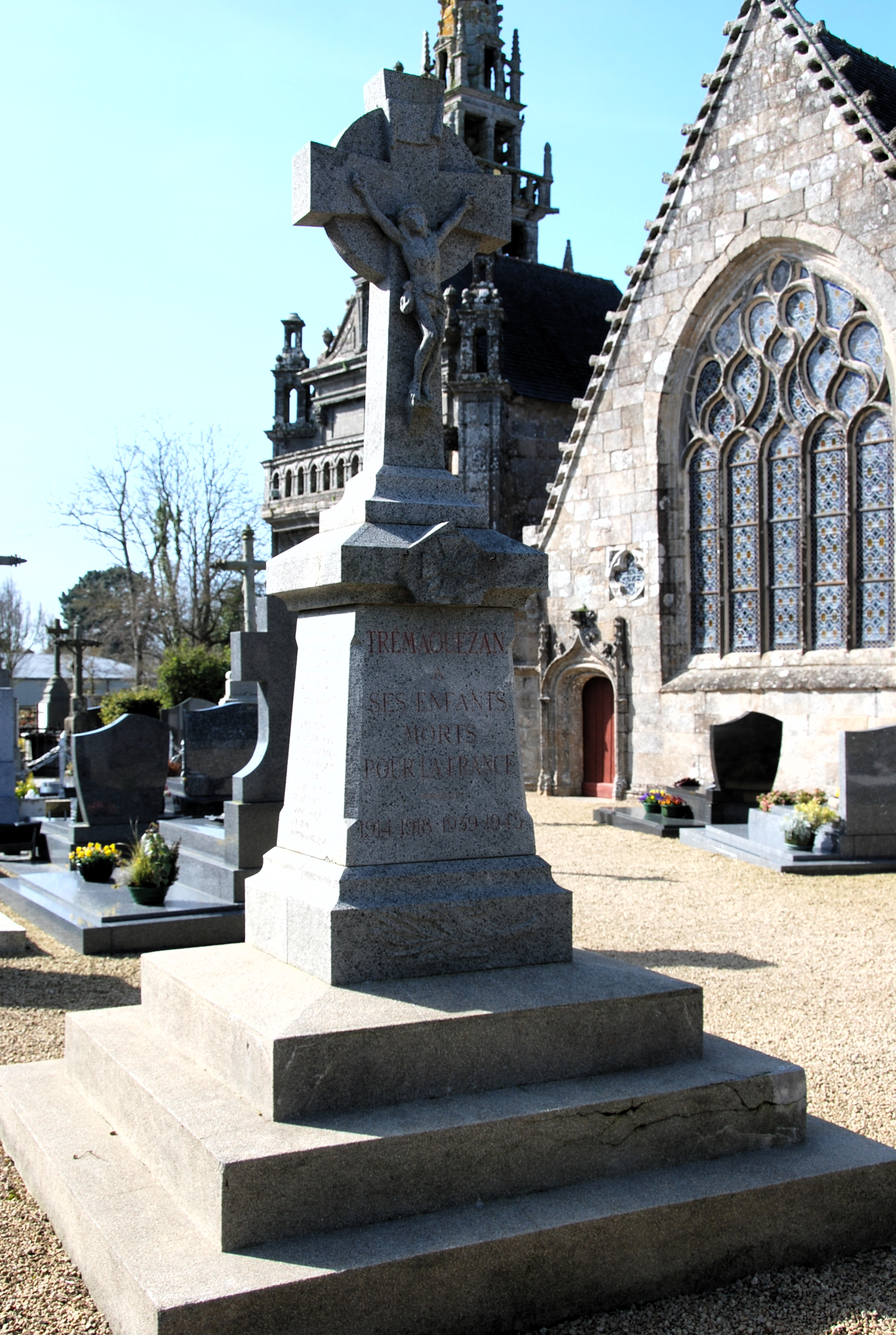
Monument aux morts de 1914-1918.
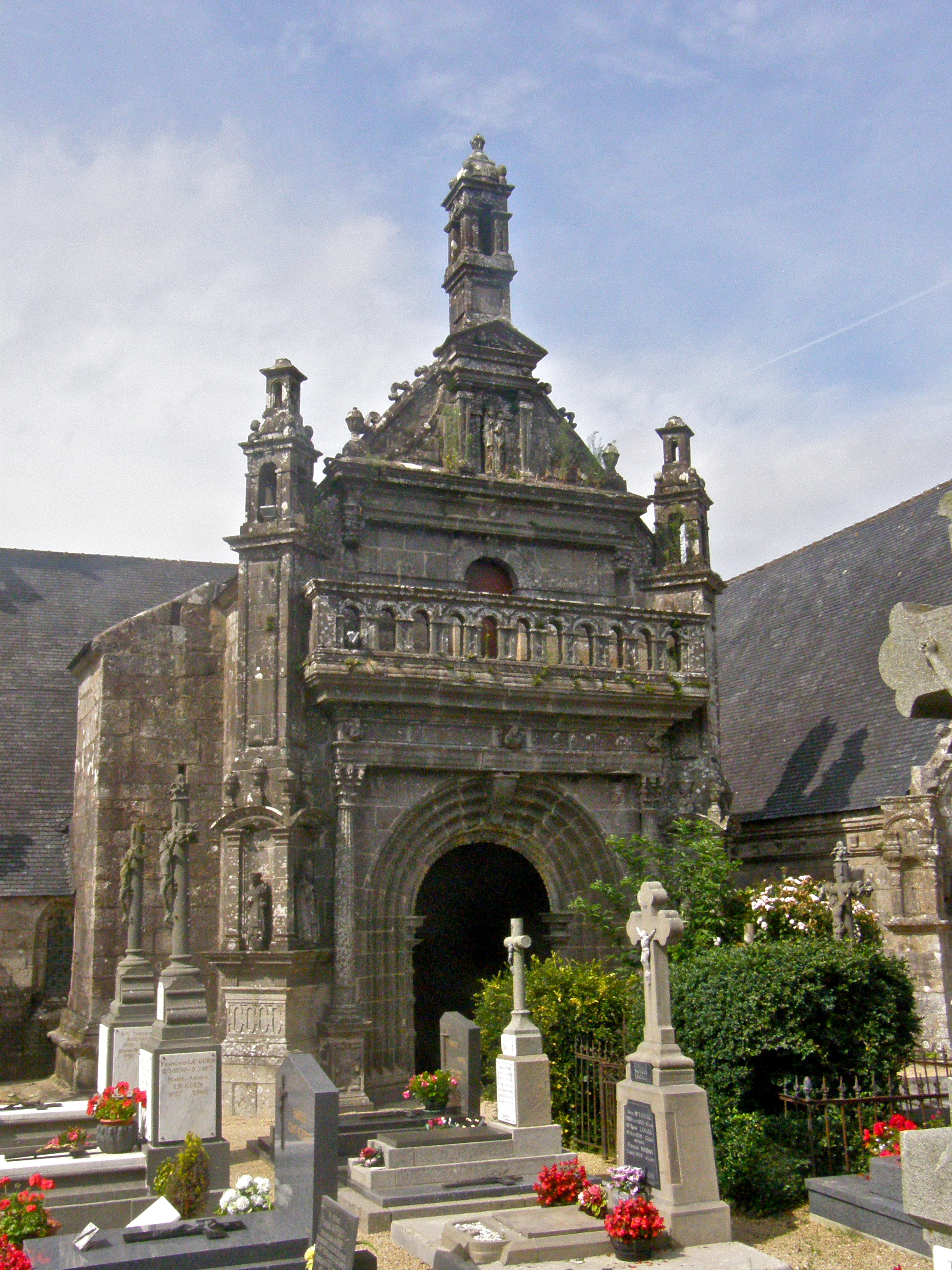
Porche sud de l'église Notre-Dame de Tremaouézan.